# Большая Заимка
Большая Заимка — деревня в Заларинском районе Иркутской области России. Входит в состав Моисеевского муниципального образования. Находится примерно в 24 км к западу от районного центра.

## Население
| 2002 | 2010 | 2011 | 2012 |
| ---- | ---- | ---- | ---- |
| 340  | ↘297 | →297 | ↗298 |

По данным Всероссийской переписи, в 2010 году в деревне проживало 297 человек (153 мужчины и 144 женщины).